# Primeiro-ministro do Mali
O Primeiro-ministro do Mali (em francês:  Premier ministre de la République du Mali) é o chefe de governo do República do Mali. O atual primeiro-ministro é Abdoulaye Maïga, desde 21 de novembro de 2024.

## Primeiros-ministros do Mali[1]
Primeiro-ministro interino
| #  | Nome                             | Início do Mandato       | Fim do Mandato          |
| -- | -------------------------------- | ----------------------- | ----------------------- |
| 1  | Modibo Keita (1915 – 1977)       | 20 de junho de 1960     | 1965                    |
| 2  | Yoro Diakité                     | 19 de novembro de 1968  | 18 de setembro de 1969  |
| 3  | Mamadou Dembelé                  | 6 de junho de 1986      | 6 de junho de 1988      |
| -  | Soumana Sacko                    | 2 de abril de 1991      | 9 de junho de 1992      |
| 4  | Younoussi Touré                  | 9 de junho de 1992      | 12 de abril de 1993     |
| 5  | Abdoulaye Sékou Sow              | 12 de abril de 1993     | 4 de fevereiro de 1994  |
| 6  | Ibrahim Boubacar Keita           | 4 de fevereiro de 1994  | 15 de fevereiro de 2000 |
| 7  | Mandé Sidibé                     | 15 de fevereiro de 2000 | 18 de março de 2002     |
| 8  | Modibo Keita (1942 – 2021)       | 18 de março de 2002     | 9 de junho de 2002      |
| 9  | Ahmed Mohamed ag Hamani          | 9 de junho de 2002      | 29 de abril de 2004     |
| 10 | Ousmane Issoufi Maïga            | 29 de abril de 2004     | 28 de setembro de 2007  |
| 11 | Modibo Sidibé                    | 28 de setembro de 2007  | 3 de abril de 2011      |
| 12 | Cissé Mariam Kaïdama Sidibé      | 3 de abril de 2011      | 22 de março de 2012     |
| -  | Cheick Modibo Diarra             | 17 de abril de 2012     | 11 de dezembro de 2012  |
| -  | Django Sissoko                   | 11 de dezembro de 2012  | 5 de setembro de 2013   |
| 13 | Oumar Tatam Ly                   | 5 de setembro de 2013   | 5 de abril de 2014      |
| 14 | Moussa Mara                      | 5 de abril de 2014      | 9 de janeiro de 2015    |
| 15 | Modibo Keita (1942 – 2021)       | 9 de janeiro de 2015    | 10 de abril de 2017     |
| 16 | Abdoulaye Idrissa Maïga          | 10 de abril de 2017     | 31 de dezembro de 2017  |
| 17 | Soumeylou Boubèye Maïga          | 31 de dezembro de 2017  | 18 de abril de 2019     |
| 18 | Boubou Cissé                     | 23 de abril de 2019     | 18 de agosto de 2020    |
| -  | Moctar Ouane                     | 27 de setembro de 2020  | 24 de maio de 2021      |
| -  | Choguel Kokalla Maïga (interino) | 6 de junho de 2021      | 21 de novembro de 2024  |
| -  | Abdoulaye Maïga (interino)       | 21 de novembro de 2024  | presente                |